# Manchester (Missouri)
Manchester és una població dels Estats Units a l'estat de Missouri. Segons el cens del 2000 tenia 19.161 habitants.

## Demografia
Segons el cens del 2000, Manchester tenia 19.161 habitants, 7.206 habitatges, i 5.332 famílies. La densitat de població era de 1.479,6 habitants per km².
Dels 7.206 habitatges en un 37,5% hi vivien nens de menys de 18 anys, en un 63,3% hi vivien parelles casades, en un 8,2% dones solteres, i en un 26% no eren unitats familiars. En el 20,6% dels habitatges hi vivien persones soles el 5,4% de les quals corresponia a persones de 65 anys o més que vivien soles. El nombre mitjà de persones vivint en cada habitatge era de 2,66 i el nombre mitjà de persones que vivien en cada família era de 3,12.
Per edats la població es repartia de la següent manera: un 27,2% tenia menys de 18 anys, un 7,5% entre 18 i 24, un 30,8% entre 25 i 44, un 25,5% de 45 a 60 i un 9% 65 anys o més.
L'edat mediana era de 36 anys. Per cada 100 dones de 18 o més anys hi havia 90,6 homes.
La renda mediana per habitatge era de 64.381 $ i la renda mediana per família de 71.329 $. Els homes tenien una renda mediana de 50.783 $ mentre que les dones 35.039 $. La renda per capita de la població era de 27.663 $. Entorn de l'1,5% de les famílies i el 3% de la població estaven per davall del llindar de pobresa.

## Poblacions més properes
El següent diagrama mostra les poblacions més properes.